# Gustav Borgen

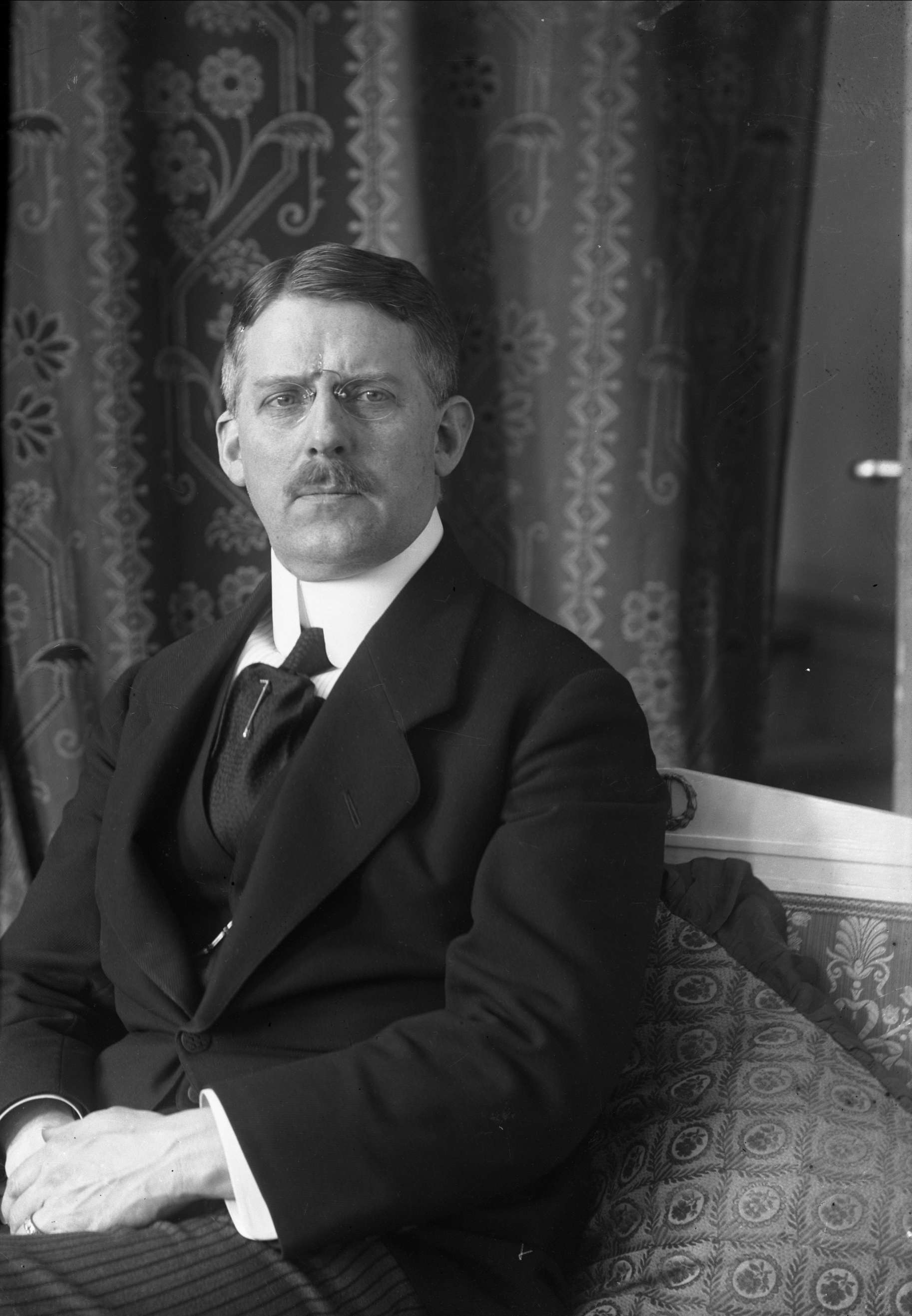
Gustav Borgen, zelfportret, 1915

Gustav Borgen (Kristiania, nu Oslo, 10 juni 1865 - aldaar, 16 augustus 1926) was een Noors portretfotograaf.

## Leven en werk
Borgen nam in 1891 te Kristiania de fotostudio over van de in Noorwegen werkzame Deense fotograaf Frederik Klem. Tussen 1891 en 1922 zou hij uitgroeien tot Noorwegens bekendste portretfotograaf. Hij portretteerde in die periode tal van Noorse prominenten, waaronder koning Haakon VII van Noorwegen, de schrijvers Henrik Ibsen, Bjørnstjerne Bjørnson, Jonas Lie en tal van andere schrijvers, toneelspelers, musici, ministers, parlementariërs, enzovoort.
In 1922 verkocht Borgen zijn studio. Vier jaar later overleed hij, 61 jaar oud. Een collectie van zo'n 60.000 foto's bevindt zich in het publiek domein en wordt bewaard in het Norsk Folkemuseum te Oslo.

## Galerij

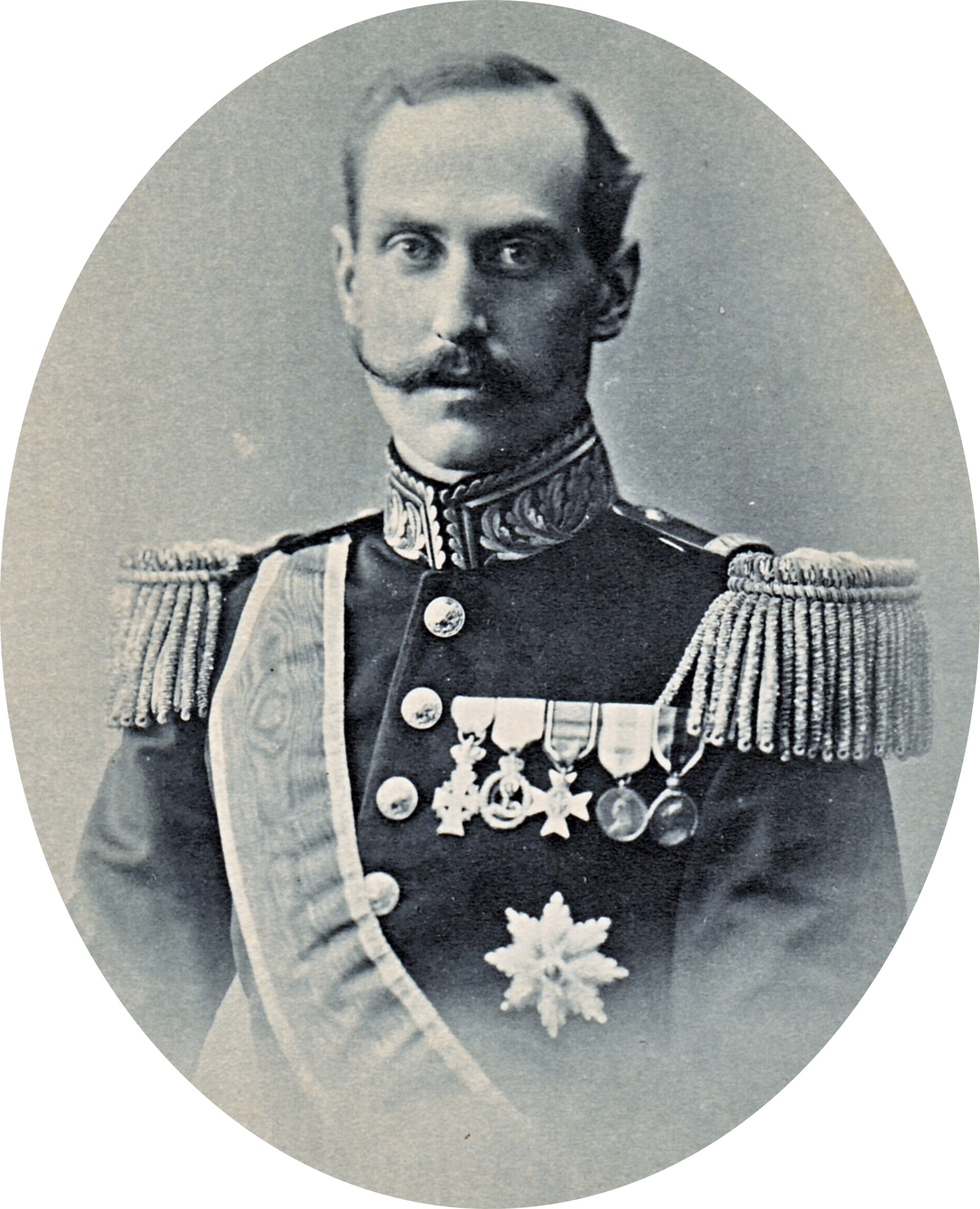
Koning Haakon VII
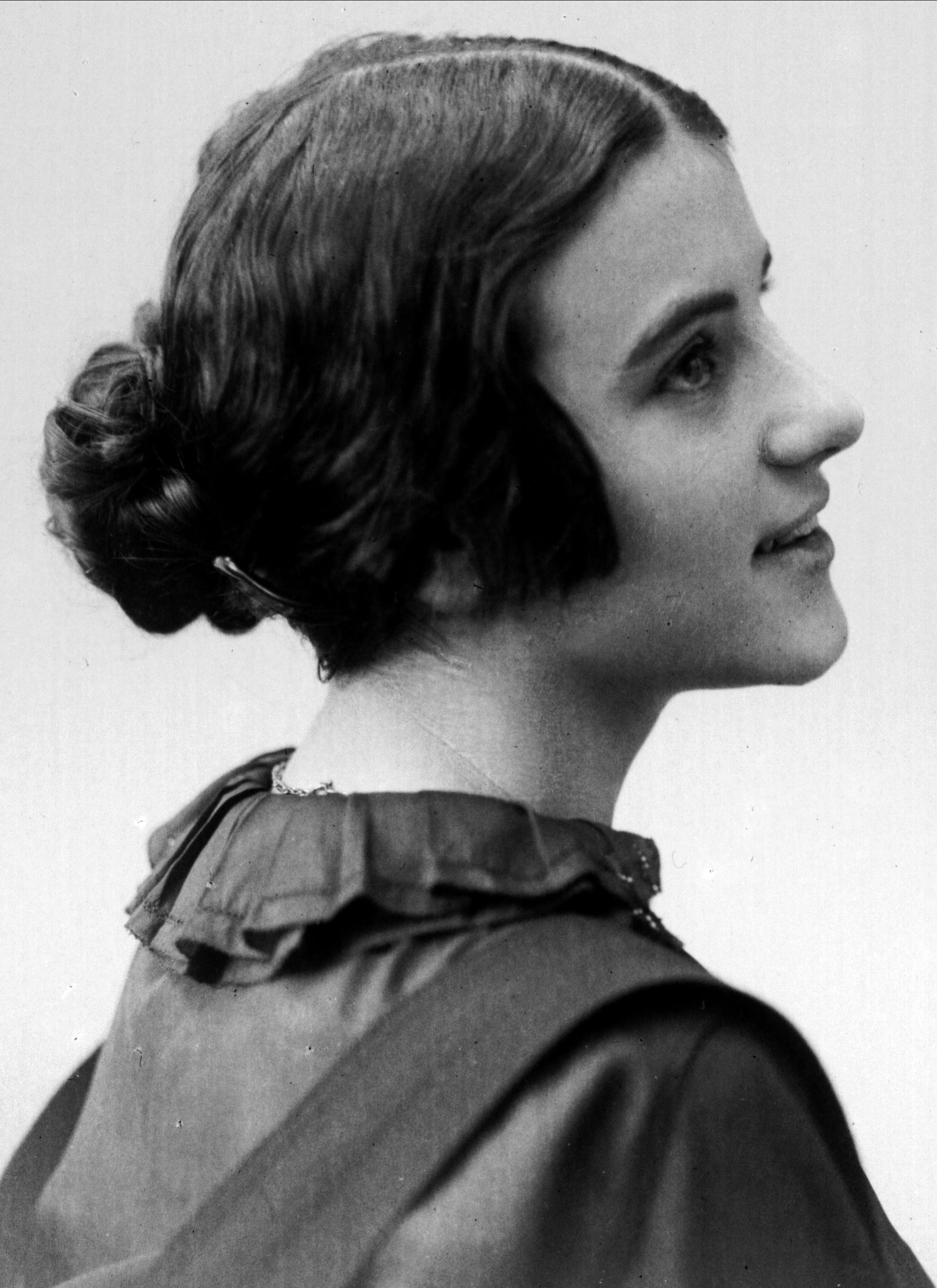
Danseres Lillebil Ibsen
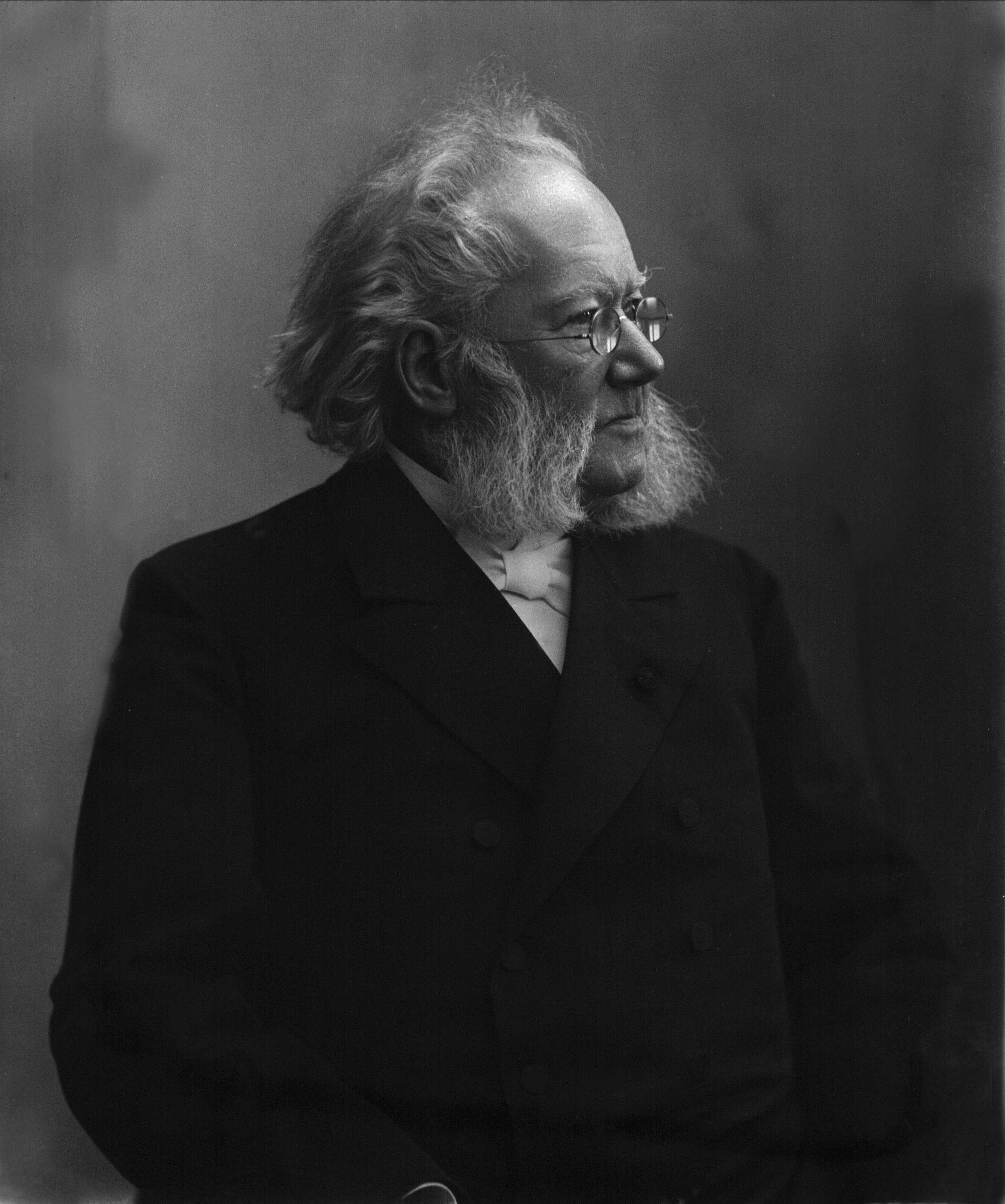
Schrijver Henrik Ibsen
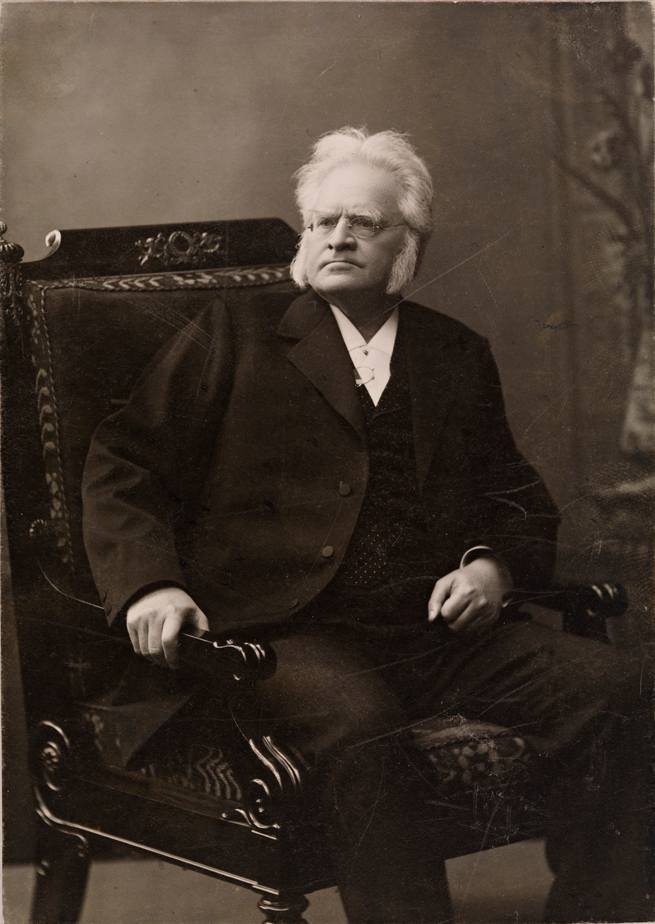
Schrijver Bjørnstjerne Bjørnson
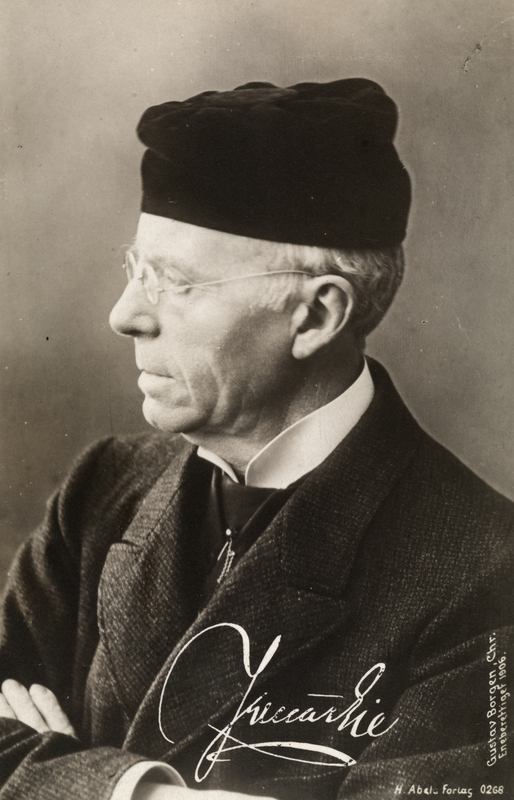
Schrijver Jonas Lie
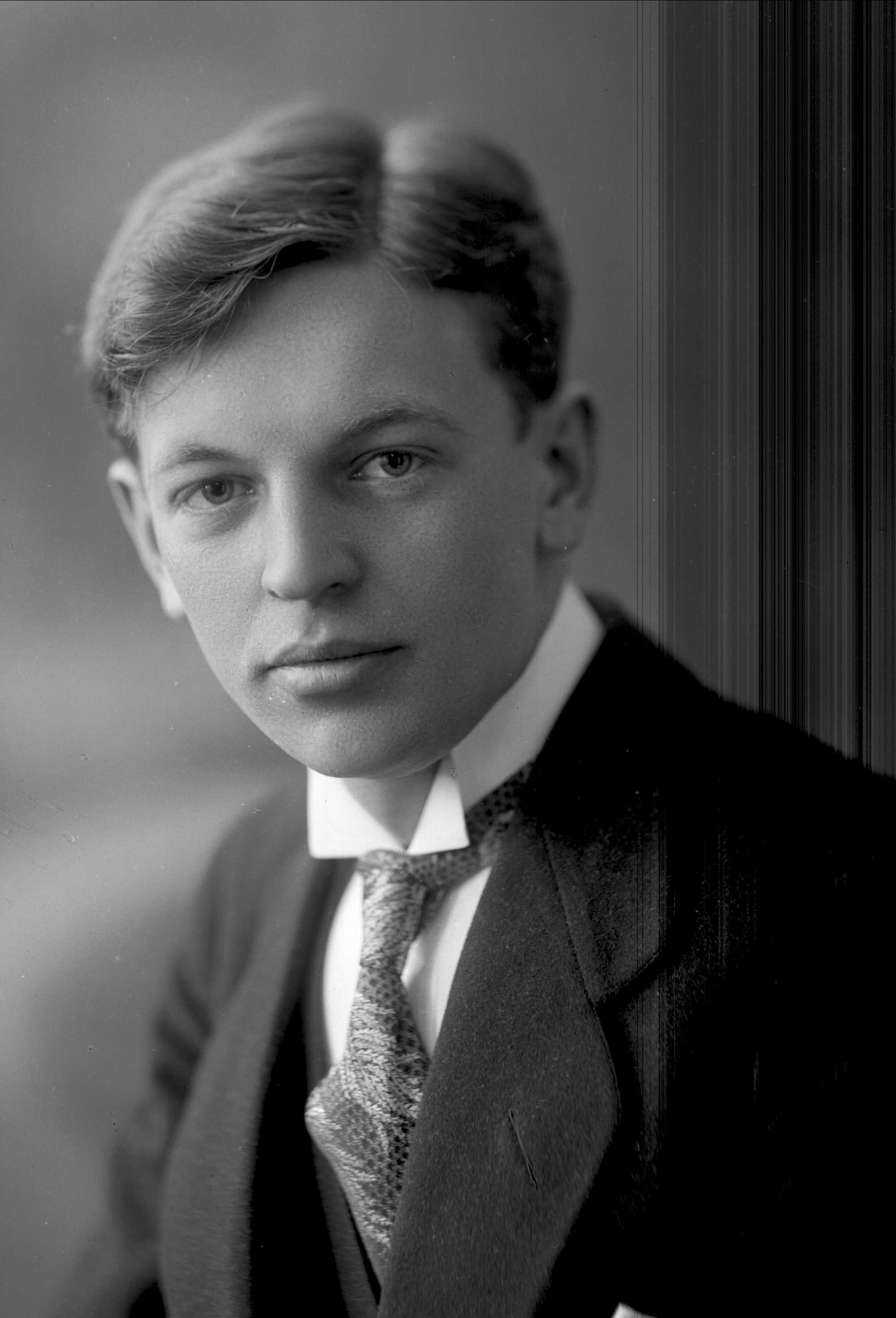
Componist en violist Bjarne Brustad
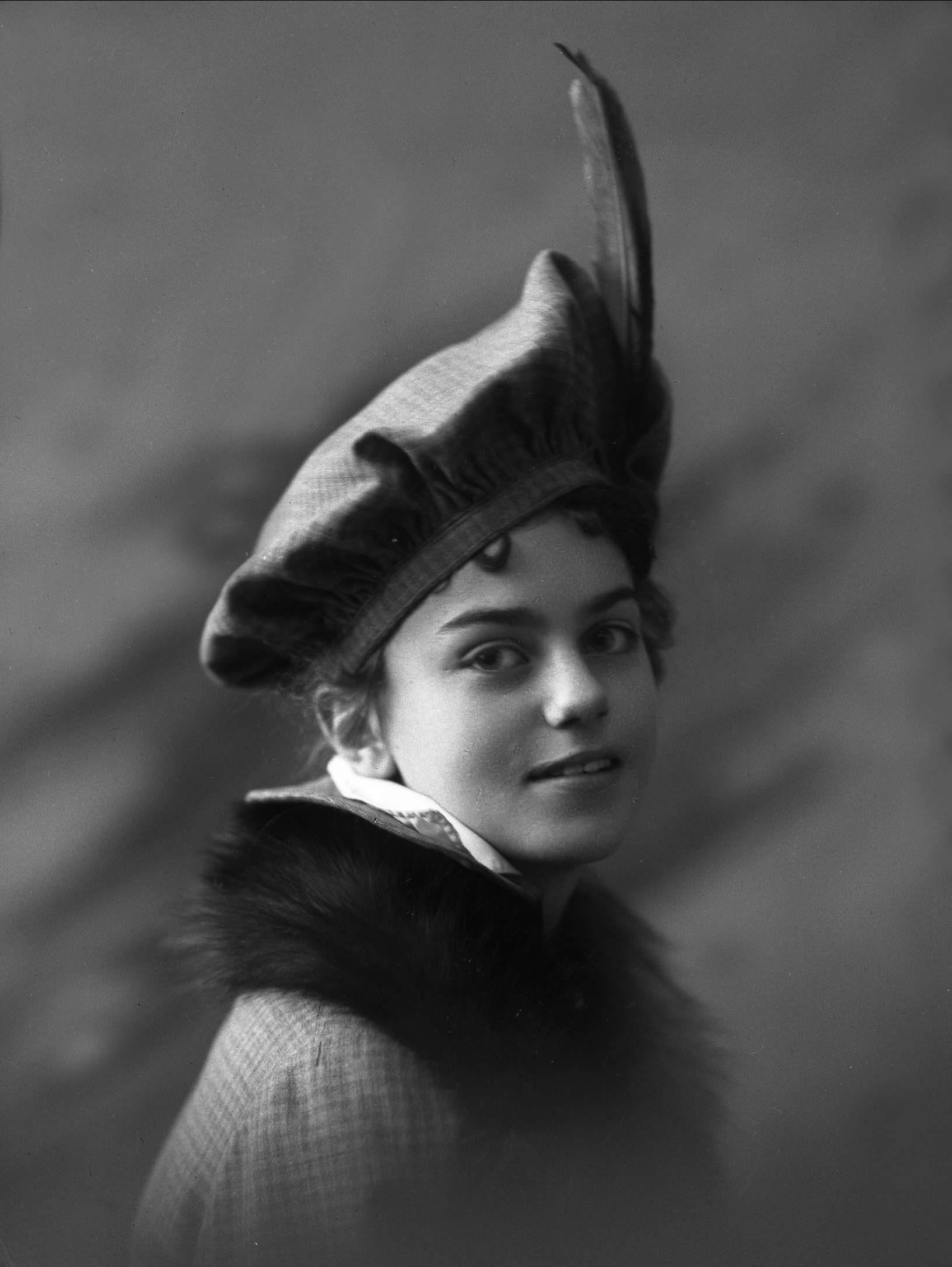
Schrijfster Irene Ibsen Bille
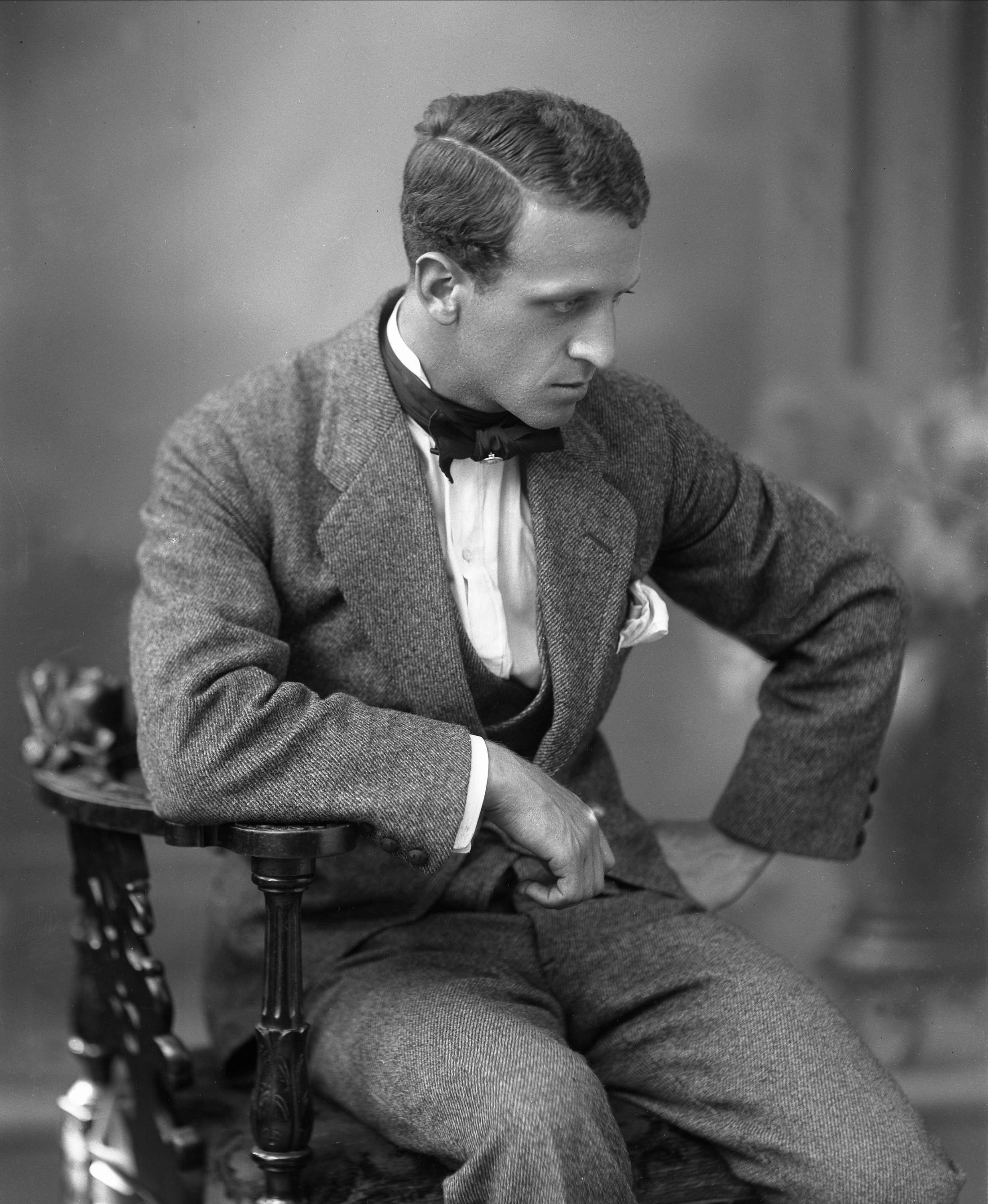
Acteur Alfred Jørgen Gjems Selmer
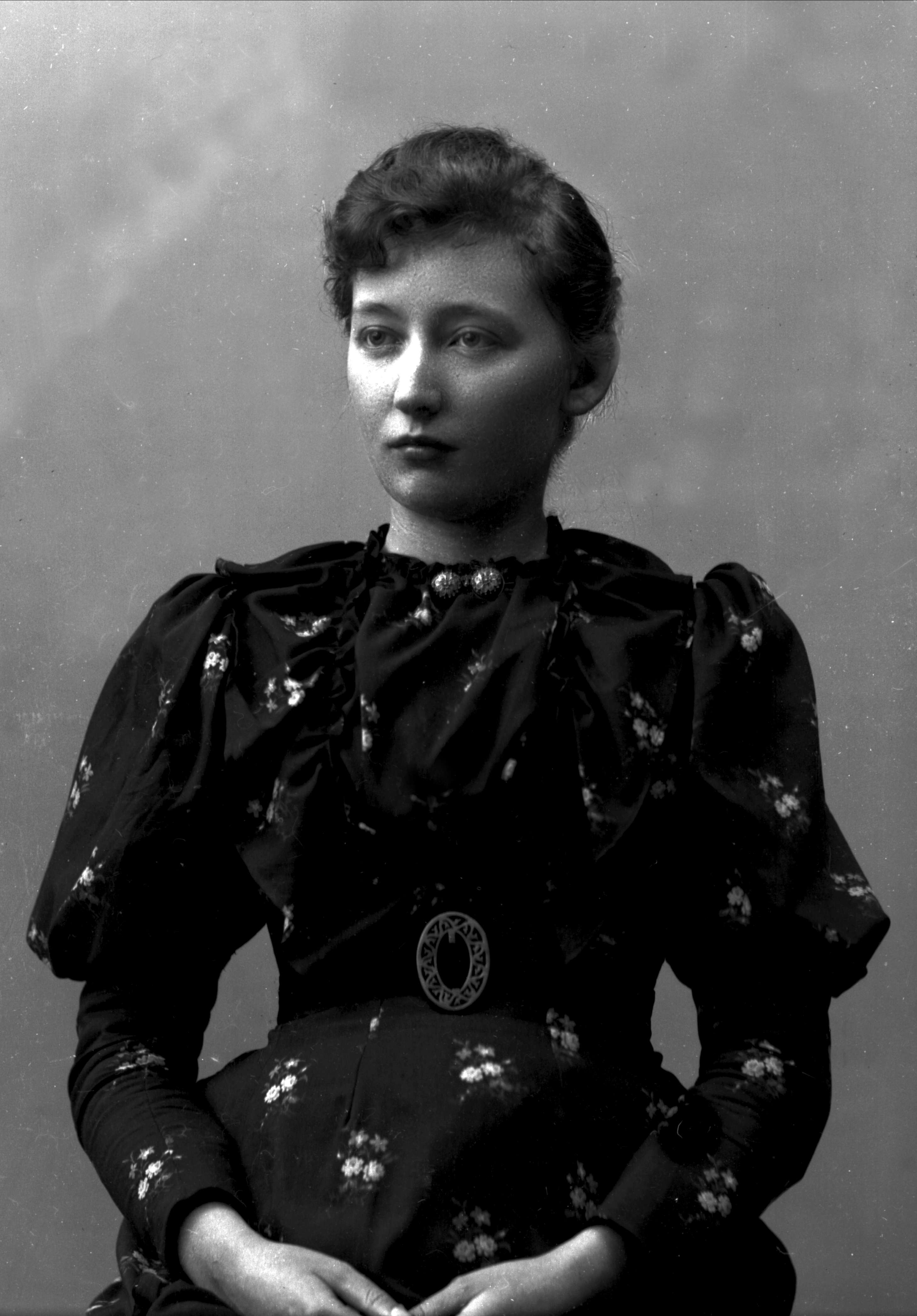
Botanicus Hanna Resvoll Holmsen
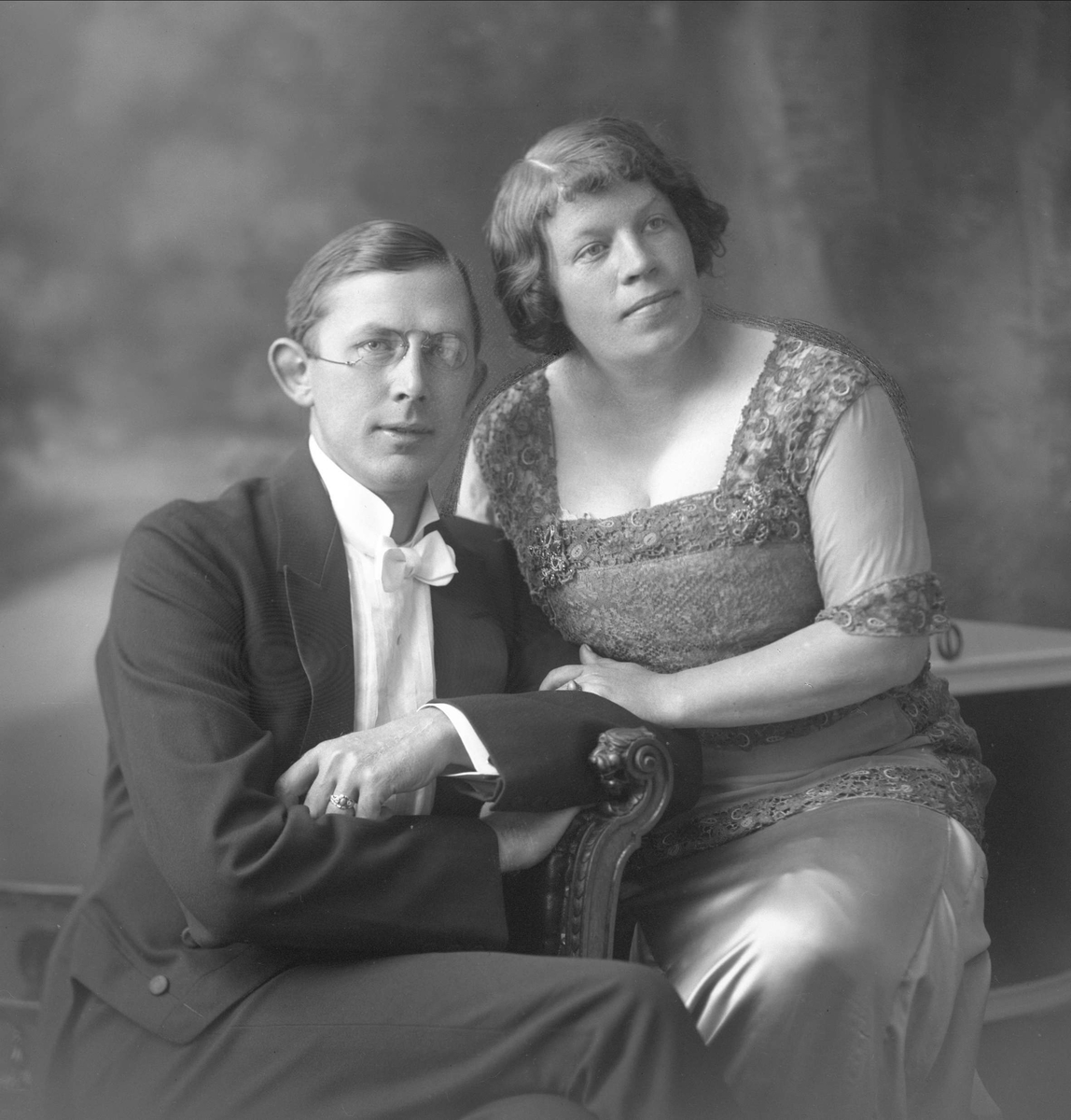
Zangersechtpaar Albert Westvang en Signe Winderen

## Noot
1. ↑  Samen wellicht met Anders Beer Wilse, die echter minder specifiek als portretfotograaf gold.